# توتنهام هوتسبير موسم 2014–15
كان موسم 2014–15 هو الموسم الثالث والعشرون لتوتنهام هوتسبير في الدوري الإنجليزي الممتاز والموسم السابع والثلاثين على التوالي في الدرجة الأولى من نظام الدوري الإنجليزي لكرة القدم.
مثلت الحملة الظهور الثالث عشر لتوتنهام في الدوري الأوروبي، ودخل دور الملحق بسبب نتيجة نهائي كأس الاتحاد الإنجليزي 2014، ونتيجة لاحتلاله المركز السادس في موسم الدوري الإنجليزي الممتاز 2013–14.